# Quarknova

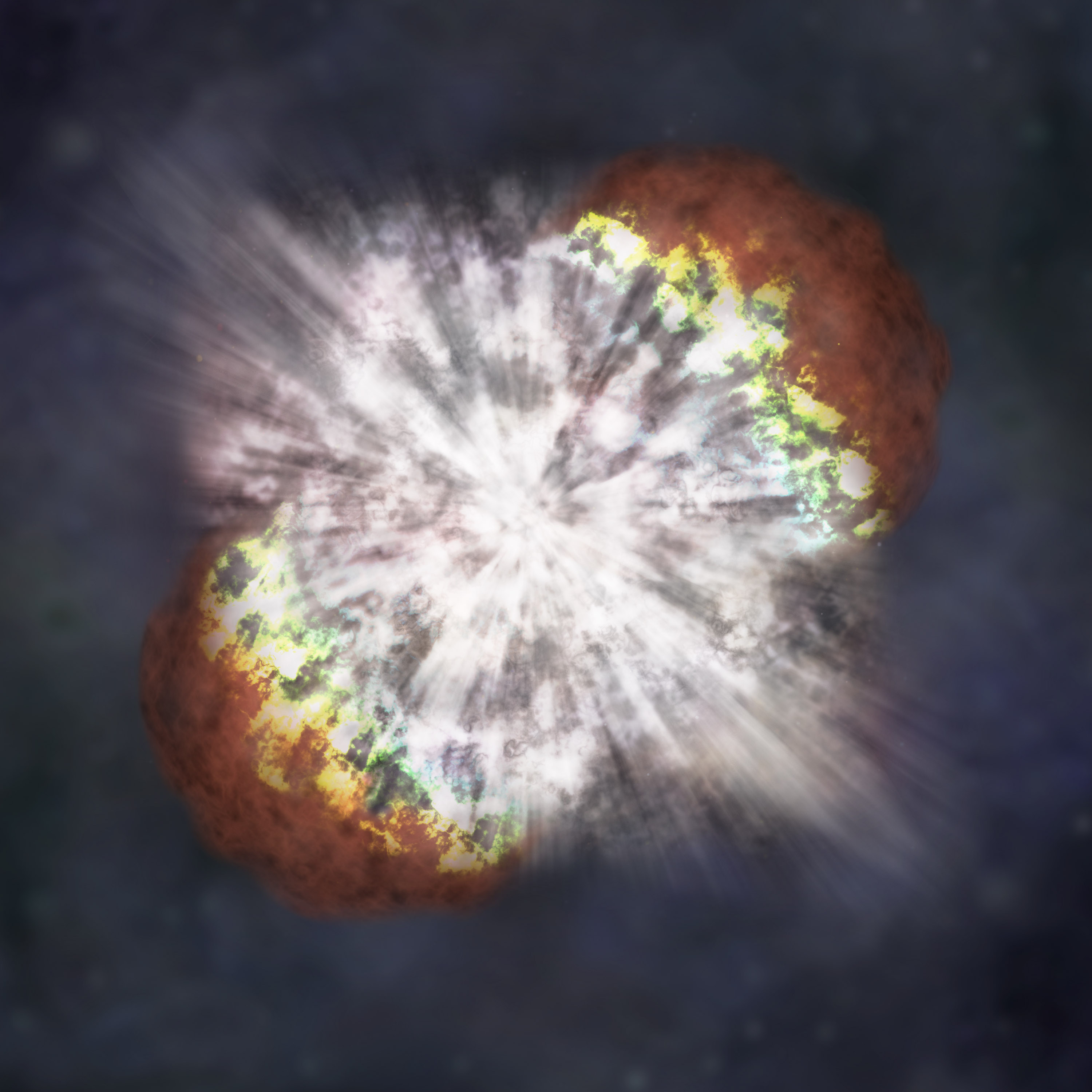
Artistieke impressie van SN 2006gy

Een quarknova is een hypothetisch verschijnsel waarbij een neutronenster instort en een quarkster wordt. Tot nu toe is het bestaan van quarknovae noch van quarksterren bewezen, maar berekeningen en ontdekkingen van extreme supernovae en neutronensterren met bijzondere eigenschappen lijken de theorieën te ondersteunen.
Wanneer een supernova optreedt, kan het magnetisch veld van de kern van de ontploffende ster zó groot zijn dat de rotatieperiode van de dan pasgeboren neutronenster drastisch wordt verlengd. Hierdoor is de middelpuntvliedende kracht niet langer in staat om de structuur van de ster te behouden. De ster bezwijkt vervolgens onder haar eigen massa. Hierdoor vallen neutronen uiteen in quarks. Tijdens dit proces produceert de ster een gammaflits.

## Lijst van mogelijke quarknovae
- SN 1181
- SN 2005ap
- SN 2005gj
- SN 2006gy